# P53

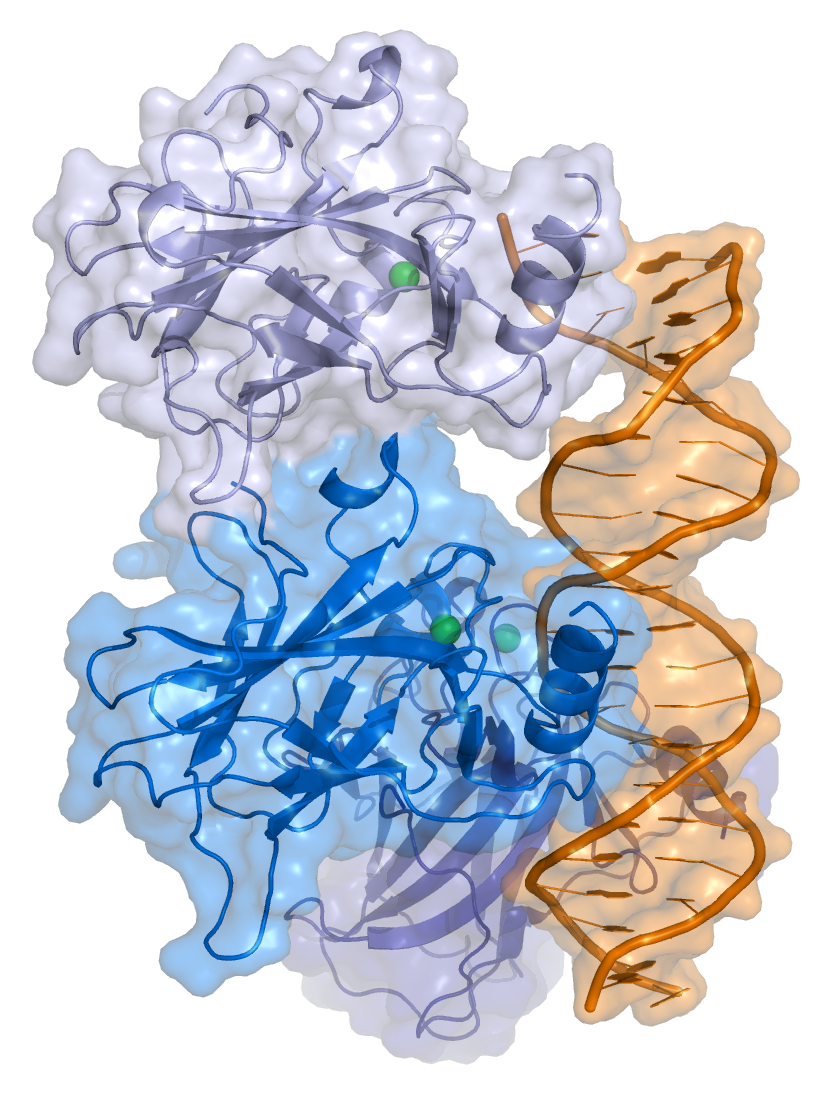
Esquema tridimensional da proteína p53 a azul, e um fragmento de DNA a laranja.

P53, também conhecido como TP53 ou proteína de tumor, é uma proteína citoplasmática, de massa molecular 53 kDa, sintetizada pela própria célula. É qualquer isoforma de uma proteína codificada por genes homólogos em vários organismos, tais como TP53 (humanos) e Trp53 (ratos). Seu gene codifica uma proteína que regula o ciclo celular e, portanto, funciona como uma supressão tumoral. É muito importante que as células em organismos multicelulares suprimam o câncer. A p53 tem sido descrita como "o guardião do genoma", referindo-se ao seu papel na conservação da estabilidade, impedindo a mutação do genoma (Strachan e Read, 1999).
As mutações somáticas no gene supressor tumoral p53 são encontradas em aproximadamente 50% de todos os tumores humanos, fazendo dele o gene mais comumente alterado. As mutações no gene p53 ocorrem em mais de 50 tipos diferentes de tumores, incluindo os de bexiga, cérebro, mamas, cérvice, cólon, esôfago, laringe, fígado, pulmão, ovário, pâncreas, próstata, pele, estômago e tireoide. As mutações deste gene são encontradas em cerca de 40% dos cancros da mama, 50% dos cancros do pulmão e 70% dos cancros colorrectais.
Em humanos, o gene TP53 está localizado no braço curto do cromossomo 17 (17p13.1). O gene abrange 20 kb, com um exão não codificante 1 e um primeiro intrão muito longo de 10kb. A seqüência de codificação contém cinco regiões que mostram um alto grau de conservação em vertebrados, predominantemente nos éxons 2, 5, 6, 7 e 8, mas as sequências encontradas em invertebrados mostram apenas uma semelhança distante com TP53 de mamíferos.
Os ortólogos TP53 foram identificados na maioria dos mamíferos para os quais dados completos do genoma estão disponíveis.
Em humanos, um polimorfismo comum envolve a substituição de uma arginina por uma prolina na posição do códon 72. Muitos estudos investigaram uma ligação genética entre essa variação e a suscetibilidade ao câncer; no entanto, os resultados foram controversos.

## História
Inicialmente, as perdas cromossômicas e deleções do braço curto do cromossoma 17 tinham sido demonstradas como sendo características do carcinoma do cólon. Deleções superpostas definiram um segmento de 17p comummente alterado no DNA de tumores. O exame dos genes que tinham sido mapeados nesta região revelou que o proto-oncogene p53 estava entre eles. As numerosas mutações encontradas em p53 nos tumores colónicos indicam um papel significativo para este gene na tumorigénese do cólon. Além disso, as mutações tendem a aglomerar-se em várias regiões específicas, altamente conservadas, do gene. Ao contrário dos genes RB e APC (veja adiante), nos quais a maioria das mutações são do tipo sem sentido, 80% a 90% das alterações em p53 são mutações de sentido trocado.

## Estrutura
A proteína p53 é uma fosfoproteína composta por 393 aminoácidos. Consiste em quatro unidades (ou domínios):
- Um domínio que ativa fatores de transcrição.
- Um domínio que reconhece sequências de DNA específicas (domínio central).
- Um domínio que é responsável pela tetramerização da proteína.
- Um domínio que reconheceu DNA danificado, como pares de bases desalinhados ou DNA de fita simples.

 A p53 do tipo selvagem é uma proteína lábil, compreendendo regiões dobradas e não estruturadas que funcionam de maneira sinérgica (Bell et al. 2002). A proteína p53 foi votada como a molécula do ano.

## Síndrome de Li-Fraumeni (LFS)
Embora as mutações em p53 causadoras de tumores tenham sido observadas primariamente em células somáticas, as mutações de p53 na linhagem germinativa são responsáveis por uma condição de câncer hereditário conhecido como síndrome de Li-Fraumeni (LFS).Esta síndrome rara é transmitida de modo autossômico dominante e envolve carcinomas da mama e do cólon, sarcomas de tecidos moles, osteossarcomas, tumores no cérebro, leucemia e carcinomas adrenocorticais. Estes tumores geralmente se desenvolvem em idades precoces nos membros de famílias com LFS, e comumente são vistos múltiplos tumores primários numa pessoa afetada. A demonstração de mutações consistentes em p53 no DNA de pacientes com LFC confirmou o papel causal deste gene. Como no retinoblastoma, a herança de um gene p53 mutado aumenta muito a susceptibilidade de uma pessoa a uma subsequente transformação celular e desenvolvimento do tumor. Entre os membros de famílias com LFS que herdaram um gene p53 anormal, aproximadamente 50% irão desenvolver um câncer invasivo aos 30 anos, e mais de 90% desenvolverão um câncer invasivo aos 70 anos. Entretanto, a penetração com relação a um tumor específico qualquer é muito mais baixa. O câncer do cólon, por exemplo, é visto em apenas uma pequena proporção de pessoas que herdam a mutação p53.

## Genética Dos Alelos P53 Mutantes
A genética dos alelos p53 mutantes é intrigante. Os alelos parecem variar funcionando como oncogenes dominantes ou, de um modo recessivo celular, como supressores tumorais. O modo de acção parece depender do tipo específico de mutação e, talvez, da célula ou tecido em questão. O tipo de mutação observada em p53 pode dar indícios quanto ao carcinógeno que produziu a mutação. Por exemplo, a ingestão de aflatoxina B1 está associada a uma mutação de G para T que produz uma substituição de arginina por serina na posição 249 do produto do gene p53. A exposição ao fumo de cigarros está correlacionada a uma mutação de G para T vista nos carcinomas do pulmão, cabeça e pescoço. Portanto, o exame do tipo de mutação p53, vista num tumor, pode fornecer indícios quanto à identidade do agente carcinogénico causal.

## Função
Ela desempenha um papel importante no controle do ciclo celular e na apoptose. A p53 defeituosa poderia permitir a proliferação de células anormais, resultando em câncer. Até 50% de todos os tumores humanos contêm mutantes p53.
Em células normais, o nível de proteína p53 é baixo. Danos no DNA e outros sinais de estresse podem desencadear o aumento das proteínas p53, que têm três funções principais: parada do crescimento, reparo do DNA e apoptose (morte celular). A parada de crescimento interrompe a progressão do ciclo celular, impedindo a replicação do DNA danificado. Durante a parada do crescimento, a p53 pode ativar a transcrição de proteínas envolvidas no reparo do DNA. A apoptose é o "último recurso" para evitar a proliferação de células contendo DNA anormal.
A concentração celular de p53 deve ser rigidamente regulada. Embora possa suprimir tumores, o alto nível de p53 pode acelerar o processo de envelhecimento pela apoptose excessiva. O principal regulador da p53 é o Mdm2, que pode desencadear a degradação da p53 pelo sistema da ubiquitina.
Como o gene RB, o p53 codifica uma proteína nuclear fosforilada com propriedades de ligação ao DNA. Ela age como um factor de transcrição e interage com vários outros genes. Por exemplo, foi recentemente demonstrado como activar um gene chamado WAF1 (também chamado p21), cujo produto protéico para o ciclo celular na fase G1, antes que ocorra a replicação do DNA. Se o p53 estiver mutado, as células podem replicar o DNA danificado. Além disso, o p53 está envolvido na morte programada (apoptose) de células anormais ou danificadas. O p53 é importante na medicina em, pelo menos, dois modos. Primeiro, a presença de mutações p53 em tumores, particularmente os da mama e do cólon, indica um cancro mais agressivo com menores perspectivas de sobrevivência. Segundo, o p53 pode ser importante na prevenção de tumores. As experiências laboratoriais mostram que a inserção de um gene p53 normal em células tumoriais resulta numa significativa diminuição na tumorigénese. Isto indica que a inserção de p53 normal nos tumores de pacientes com cancro usando os enfoques de terapia genética poderá tornar-se num tratamento efectivo do cancro.

### Genes alvo
O p53 é um ativador da transcrição, regulando a expressão de Mdm2 (para sua própria regulação) e os genes envolvidos na parada do crescimento, reparo do DNA e apoptose. Alguns exemplos importantes estão listados abaixo.
- Parada de crescimento: p21, Gadd45 e 14-3-3s.
- Reparo de DNA: p53R2.
- Apoptose: Bax, Apaf-1, PUMA e NoxA.

## Método De Ação
Esta proteína, que é codificada pelo cromossoma 17, é chamada de p53 em consequência do seu peso molecular ser de 53 Kda. A principal função é a manutenção da integridade do código genético, ou seja, a manutenção da mesma sequência de nucleotídeos ao longo de toda a molécula de DNA cuja estrutura deve ser constante em todas as células do nosso corpo. Deste modo a sequência temporal que traduz a forma como a proteína atua é a seguinte:
- Durante o ciclo de divisão celular, a proteína p53 faz uma verificação quanto à eventual ocorrência de uma mutação na sequência do código genético (que pode ser uma consequência de um erro de replicação do DNA).
- Caso seja verificada a existência de uma mutação, compete, à proteína p53, através do desencadeamento de um conjunto de reações, ativar proteínas de reparação de forma a repor o DNA ao seu estado normal, ou proteínas bloqueadoras como a nucleostemina e a nucleolina para bloquear a alteração gênica.
- No caso de o DNA se encontrar já demasiado danificado, cabe, à proteína p53 impedir que a célula em questão entre em mitose e complete a divisão celular.
- Para alcançar tal objetivo, uma de duas ações pode ser tomada: ou induz a morte da célula através da apoptose ou impede que esta se multiplique definitivamente, provocando senescência celular.

É devido a estes factos que a p53 é classificada como proteína supressora de tumores, desempenhando um papel importante na manutenção da integridade do genoma.

## Potencial uso terapêutico
A introdução in vitro de p53 em células deficientes em p53 tem mostrado causar morte rápida de células cancerígenas ou prevenção de divisão adicional (McCormick F, 2001). A justificativa para o desenvolvimento de terapias tendo como alvo a p53 é que "a maneira mais eficaz de destruir uma rede é atacar seus nós mais conectados". A p53 é extremamente bem conectada (na terminologia de rede, é um "hub") e o bloqueio do funcionamento normal da célula é prejudicado. Como 50% dos cânceres têm mutações pontuais missense (de sentido errado) no gene p53, estas mutações comprometem os seus efeitos indutores de genes anti-cancerígenos. Restaurar sua função seria um passo importante na cura de muitos tipos de câncer (Vogelstein et al 2000).
Várias estratégias têm sido propostas para restaurar a função do p53 em células cancerosas (Blagosklonny, 2002). Vários grupos encontraram moléculas que parecem restaurar a atividade supressora tumoral adequada do p53 in vitro. Estes funcionam alterando a conformação da conformação mutante da p53 de volta a uma forma ativa. Até agora, nenhuma molécula demonstrou induzir respostas biológicas, mas algumas podem ser compostos líderes para mais agentes biologicamente ativos. Um alvo promissor para drogas anticancerígenas é a chaperona molecular Hsp90, que interage com a p53 in vivo.
Os adenovírus dependem de suas células hospedeiras para se replicarem, e fazem isso secretando proteínas que obrigam o hospedeiro a replicar o DNA viral. Os adenovírus estão envolvidos em doenças causadoras de câncer, mas em uma reviravolta agora são vírus modificados que estão sendo usados na terapia do câncer. O ONYX-015 (dl1520, CI-1042) é um adenovírus modificado que se replica seletivamente em células cancerígenas deficientes em p53, mas não em células normais (Bischoff, 1996). Ele é modificado a partir de um vírus que expressa a proteína da região precordial, E1B, que se liga e inativa a p53. A supressão do P53 é necessária para o vírus se replicar. Na versão modificada do vírus. a região E1B foi excluída. Esperava-se que os vírus selecionassem células tumorais, se replicassem e se espalhassem para outros tecidos malignos circundantes, aumentando assim a distribuição e a eficácia. As células nas quais o adenovírus se replica são lisadas e, assim, o tumor morre.
Ensaios pré-clínicos usando o vírus ONYX-015 em camundongos foram promissores, no entanto, os ensaios clínicos foram menos. Nenhuma resposta objetiva foi observada, exceto quando o vírus foi usado em combinação com a quimioterapia (McCormick, 2001). Isto pode ser devido à descoberta de que a E1B foi encontrada tendo outras funções vitais para o vírus. Além disso, sua especificidade tem sido prejudicada por descobertas mostrando que o vírus é capaz de se replicar em algumas células com p53 de tipo selvagem. O fracasso do vírus em produzir benefícios clínicos pode em grande parte ser devido ao extenso tecido fibrótico que impede a distribuição do vírus ao redor do tumor (McCormick, 2001).

## Isoformas
Assim como 95% dos genes humanos, o TP53 codifica mais de uma proteína. Em 2005, várias isoformas foram descobertas e até agora, 12 isoformas da p53 humana foram identificadas (p53α, p53β, p53γ, p40p53α, p40p53β, p40p53γ, p133p53α, p133p53β, p133p53γ, p160p53α, p160p53β, p160p53γ). . Além disso, as isoformas da p53 são expressas de forma dependente do tecido e a p53α nunca é expressa isoladamente.
As proteas da isoforma p53 de comprimento total podem ser subdivididas em diferentes domios proteicos. A partir do terminal N, existem primeiro os domios de transactivao amino-terminal (TAD 1, TAD 2), que s necessios para induzir um subconjunto de genes alvo p53. Este domínio é seguido pelo domínio rico em prolina (PXXP), em que o motivo PXXP é repetido (P é uma prolina e X pode ser qualquer aminoácido). É necessário, entre outros, para a apoptose mediada pela p53. Algumas isoformas não possuem o domínio rico em prolina, tais como 13133p53β, γ e Δ160p53α, β, γ; Portanto, algumas isoformas da p53 não estão mediando a apoptose, enfatizando os papéis diversificantes do gene TP53. Depois, há o domínio de ligação ao DNA (DBD), que permite que as proteínas sequenciem a ligação específica. O domínio do terminal carboxilo completa a proteína. Inclui o sinal de localização nuclear (NLS), o sinal de exportação nuclear (NES) e o domínio de oligomerização (OD). O NLS e o NES são responsáveis pela regulação subcelular do p53. Através do DO, a p53 pode formar um tetrâmero e depois se ligar ao DNA. Entre as isoformas, alguns domínios podem estar ausentes, mas todos compartilham a maior parte do domínio de ligação ao DNA altamente conservado.
As isoformas são formadas por diferentes mecanismos. As isoformas beta e gama são geradas por splicing múltiplo do intron 9, que leva a um terminal C diferente. Além disso, o uso de um promotor interno no intron 4 causa as isoformas p133 e p160, que não possuem o domínio TAD e uma parte do DBD. Além disso, a iniciação alternativa da tradução no códon 40 ou 160 tem as isoformas p40p53 e p160p53.

Devido à natureza isoformatosa das proteínas p53, tem havido várias fontes de evidências mostrando que as mutações dentro do gene TP53 dando origem a mutações de isoformas são agentes causadores de vários fenótipos de câncer, de leve a grave, devido à mutação única no gene TP53.